# Справжня мужність (фільм, 1969)
Справжня мужність — художній фільм у жанрі вестерн, знятий режисером Генрі Гетевеєм у 1969 році. Екранізація роману Чарльза Портіса. 2010 року брати Коен зняли рімейк — «Справжня мужність».

## У ролях
Актори: Джон Вейн, Кім Дарбі, Глен Кемпбелл, Роберт Дюваль, Джеф Корей, Денніс Гоппер, Стротер Мартін, Джон Філдлер та ін.

## Сюжет
Метті Росс, чотирнадцятирічна дівчинка, залишає свій будинок, щоб знайти і покарати вбивцю батька, — волоцюгу і розбійника на ім'я Том Чейні. Приїхавши в місто, вона дізнається, що Чейні зник на індіанській території, де немає закону і до того ж господарює банда якогось Неда Пеппера на прізвисько «Щасливчик». Це не зупиняє Метті: розпродавши залишки батьківського майна, вона наймає для пошуків Рубена Когберна — одноокого федерального маршала на прізвисько «Забіяка» і вирушає в небезпечний шлях…

## Нагороди та номінації
- 1970 — премія «Оскар» за кращу чоловічу роль (Джон Вейн), а також номінація в категорії «Найкраща пісня» («True Grit», музика — Елмер Бернстайн, слова — Дон Блек).
- 1970 — премія «Золотий глобус» за кращу чоловічу роль у драматичному фільмі (Джон Вейн), а також дві номінації — за кращий акторський дебют у чоловічій ролі (Глен Кемпбелл) і за кращу оригінальну пісню (True Grit, музика — Елмер Бернстайн, слова — Дон Блек).
- 1970 — номінація на премію BAFTA в категорії «Кращий акторський дебют у головній ролі» — Кім Дарбі.
- 1970 — потрапляння в десятку кращих фільмів року за версією Національної ради кінокритиків США.
- 1970 — номінація на премію Гільдії сценаристів США за кращу адаптовану драму (Маргеріт Робертс).